# Eugène Flandin
Pour les articles homonymes, voir Flandin.
Jean-Baptiste Eugène Napoléon Flandin (habituellement Eugène Flandin), né en 1809 à Naples et mort le 29 septembre 1889 à Cerelles, est un peintre orientaliste français.

## Biographie
Il a été l'élève d'Horace Vernet. 

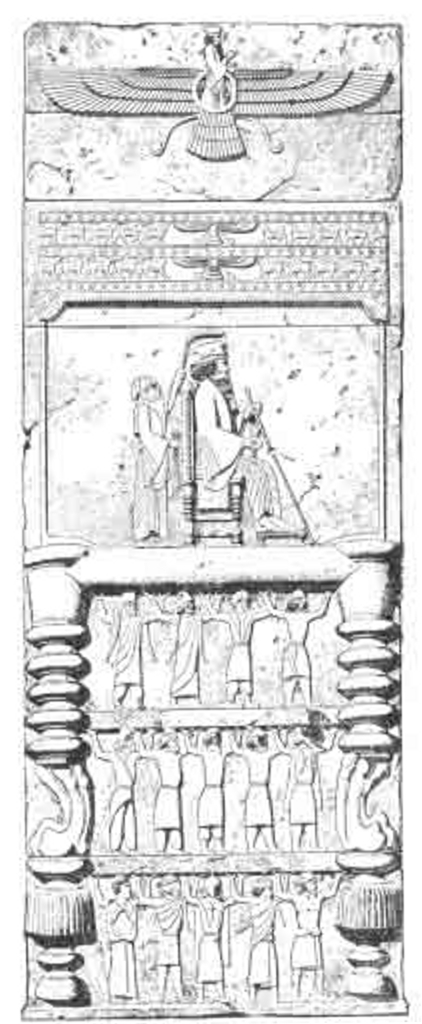
Persépolis, bas relief, dessin d'Eugène Flandin.

En 1837, il accompagne l'armée française en Algérie.
En 1840, Flandin et l'architecte-archéologue Pascal Coste sont envoyés en mission en Perse par l'Institut. La mission, conduite par Édouard de Sercey, doit renouer les liens politiques et économiques avec Téhéran, abandonnés depuis 1809, recueillir le maximum d'informations sur l'évolution du pays sous le règne de Mohammad Shah, et inventorier les monuments anciens et modernes. Sercey, mal à l'aise dans les subtilités de la politique persane, est bientôt rappelé en France. Flandin et Coste doivent poursuivre leur voyage seuls dans des conditions très dures. La carte de leur itinéraire n'est pas encore tracée, le climat rude. « Maintenant nous allions à deux, et pour bien longtemps, nous lancer à travers des régions inhospitalières, sans comprendre leur langue, peu faits à leurs mœurs, et ne connaissant que trop leur fanatisme... Nous étions à l'époque où les chaleurs déjà fortes devaient augmenter les difficultés de notre tâche ... Notre petite troupe se composait de M. Coste et de moi, d'un valet de chambre français, d'un cuisinier génois, véritable empoisonneur, mais qui rachetait son ignorance culinaire par son savoir comme drogman. Deux saïs conduisaient nos chevaux de main, que nous devions changer chaque jour. Dix mulets de bâts portaient nos bagages, conduits par trois muletiers ; nous étions précédés par deux goulams du Chah, porteurs de nos firmans, armés de pied en cap, et chargés de nous faire respecter comme de nous faire héberger partout ».
Flandin et Coste survivent aux périls et maladies, et reviennent en France après deux ans et demi de travail acharné. 
Ils ont étudié, entre autres, les villes de Hamadan, Kermanshah, Ispahan, Chiraz, Persépolis, Mossoul, Alep, Constantinople. Pour cette œuvre iconographique descriptive réalisée à fin scientifique, Flandin reçoit la Légion d'honneur en 1842.
En 1844, Flandin retourne au Moyen-Orient, en Mésopotamie. L'archéologue et diplomate français Paul Emile Botta y cherche les  vestiges de l'ancienne capitale de l'empire assyrien, Ninive. Il fouille d'abord le site de Kuyunik, puis celui de Khorsabad où il découvre de très beaux bas-reliefs et sculptures. Flandin passe six mois à les dessiner, dans des conditions pénibles. Mais alors qu'il a déjà publié un album, Monuments de Ninive (1850), l'archéologue anglais Henry Layard prouve que le site de Ninive est bien Kuyunik et non Khorsabad.
En 1846, il épouse Élisa Léopoldine Marie Geneviève Leblanc.
En 1851, il cosigne avec Pascal Coste un remarquable Voyage en Perse en six volumes, fruit de leurs observations. La même année, il publie un récit de voyage plus personnel en deux volumes, récemment réédité, puis L'Orient en 1856, en quatre volumes, et L'histoire des Chevaliers de Rhodes en 1864.
Il termine sa vie en Touraine, entre Cerelles et Tours. A Cerelles, dont il est maire de 1850 à 1866, il habite le château de la Bédouère puis un châtelet qu'il a fait construire à Roiville, commune de Cerelles. A Tours, il est conseiller de préfecture en 1865 puis vice-président du Conseil de Préfecture de 1866 à 1876. Un square de Tours porte son nom.
Il meurt à Cerelles, à l'âge de 80 ans.

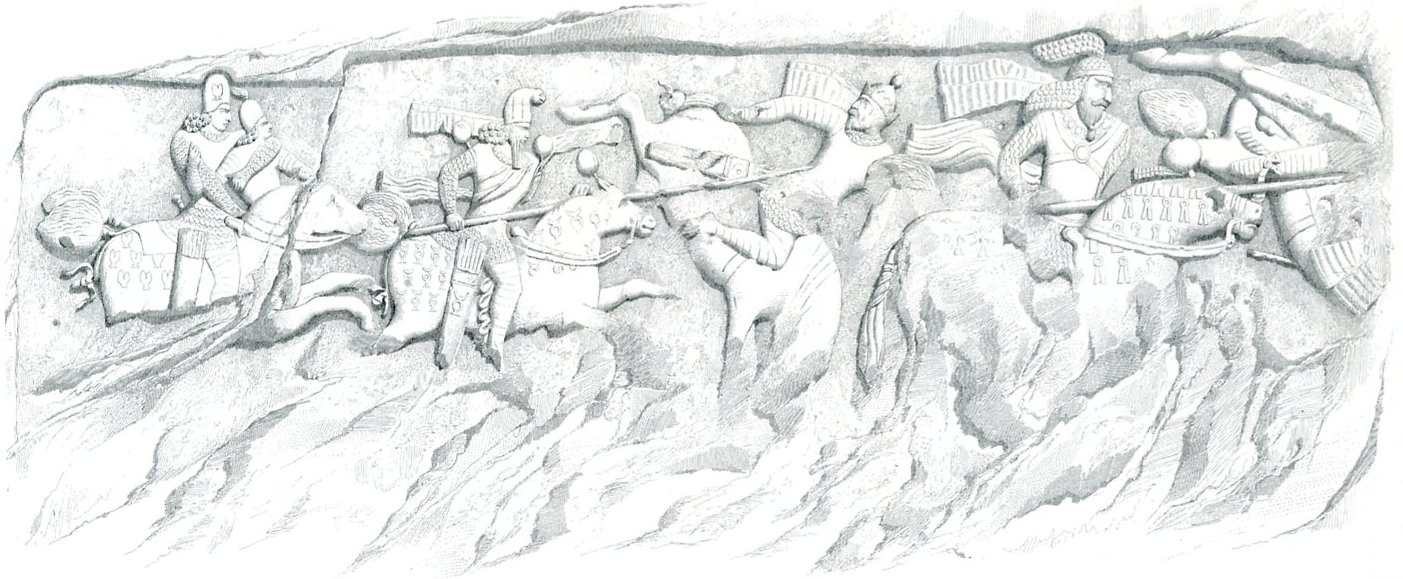
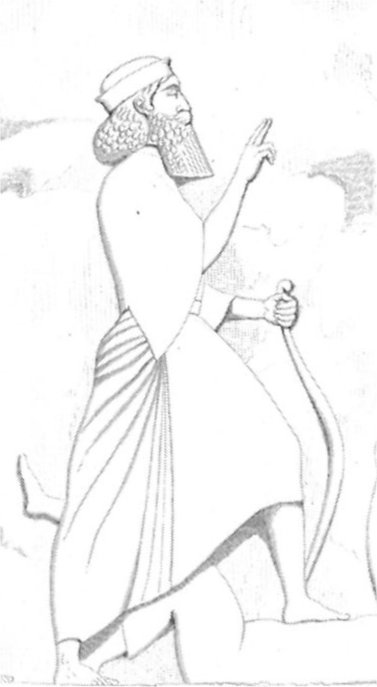

En 1999, le réalisateur iranien Kioumars Derambakhsh a réalisé treize films inspirés des dessins d'Eugène Flandin en Perse : « Après ma soutenance de thèse de doctorat, je retournai en Iran et me mis à filmer le récit du voyage d’Eugène-Napoléon Flandin, le grand explorateur français. J’en tirai treize films. Flandin était peintre et passa par l’Iran, il y a 160 ans. Il a laissé des dessins de presque toutes les villes iraniennes, depuis Persépolis jusqu’au dôme de Soltanieh. Moi, j’ai réalisé des films à partir de ces dessins. Partout où il a posé son trépied de peintre, moi j’ai posé le trépied de ma caméra (M. Khatami a offert lors d’une rencontre en France cette série de films à Jacques Chirac) ».

## Son œuvre
Ses premières œuvres sont inspirées par son Italie natale : Intérieur d'une église vénitienne, Vue de la piazzeta et du palais ducal de Venise, Le pont des soupirs , Plage de Naples, Portrait d'une jeune napolitaine sur fond blanc.
Sa participation à la conquête de l'Algérie le fait momentanément peintre d'histoire. Sa Prise de Constantine, exposée au Salon de Paris de 1839, est achetée par Louis-Philippe, mais la toile est détériorée par des projectiles pendant la Révolution de 1848. Cependant l'essentiel de son œuvre est d'un peintre orientaliste. Pendant ses voyages, il alterne croquis d'archéologie (monuments, bas-reliefs ...) et portraits, scène de genre, paysages urbains. Ce sont des aquarelles, parfois rehaussées de gouache. Plus rarement des fusains, parfois rehaussés de craie... De retour en France, il en reprend certains à l'huile. 
Il continue à envoyer des toiles au Salon, telles Vue prise de Tripoli en Syrie, 1857, Intérieur de bazar à Téhéran, 1857, et Le cheik-el-islam, ou Chef de la religion de Damas, revenant de la Mecque.
Citons encore dans les scènes de genre : L'heure de la prière en Orient , La danse pour le sultan, Caravane dans le désert, Les ablutions (1857) ... 
Les paysages urbains : Ville d'Orient avec mosquée, La mosquée royale d'Ispahan, Vue de Constantinople, Vue de Scutari depuis le Bosphore...

## Peintures acquises par des musées
Suivant Benezit 
- Le pont des soupirs à Venise, musée d'Auch.
- Intérieur d'atelier, musée des beaux-arts de Caen.
- Vue prise à Tripoli de Syrie, palais des beaux-arts de Lille.
- Vue de Bagdad, musée de Marseille.
- Entrée des caveaux de Venise, musée de la Roche-sur-Yon.
- Vue d'Athènes, musée des beaux-arts de Rouen.
- Entrée de l'armée française à Alger le 5 juillet 1830, musée de Versailles.

## Illustrations duVoyage en Perse

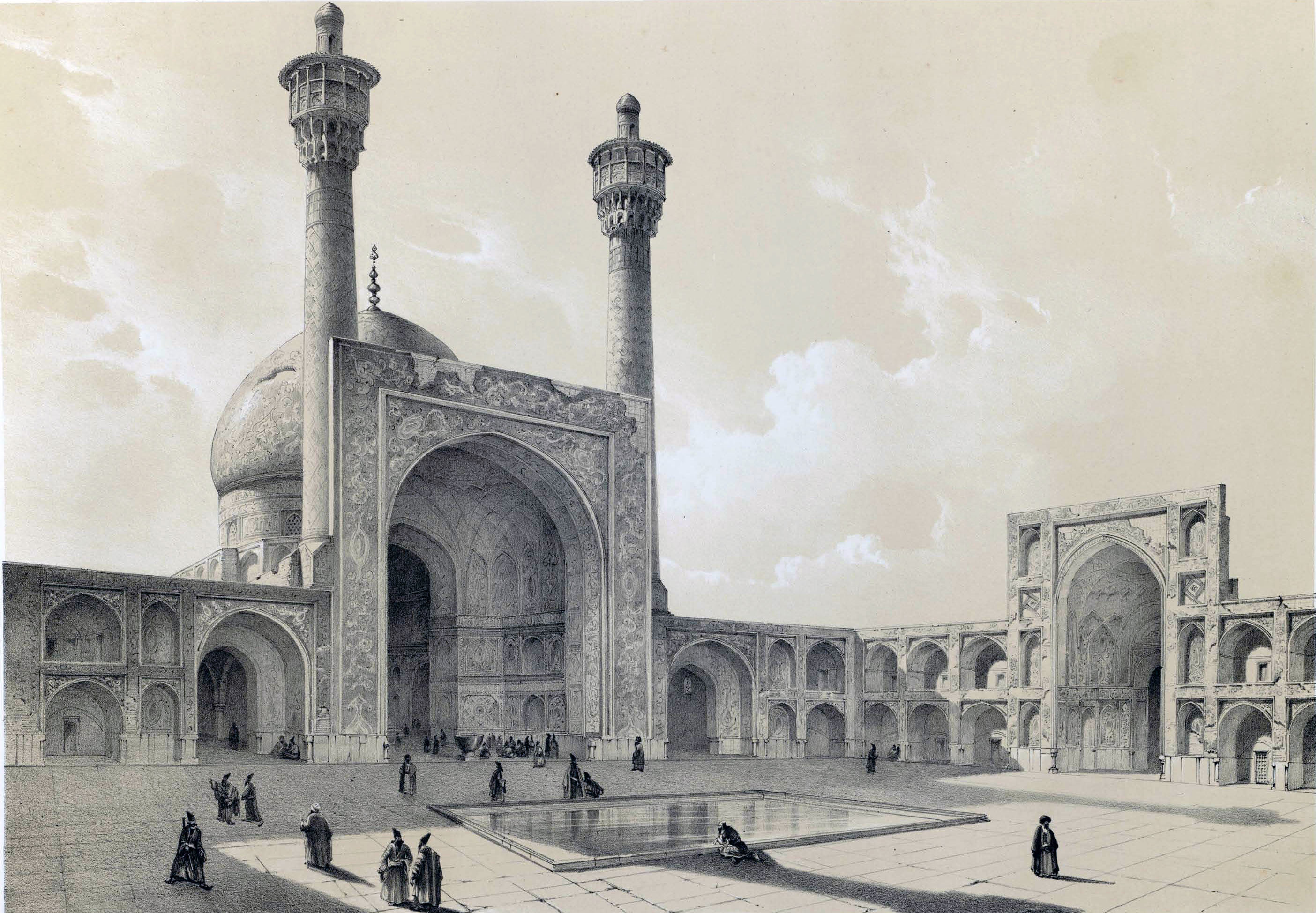
Cour de la Grande mosquée d'Ispahan
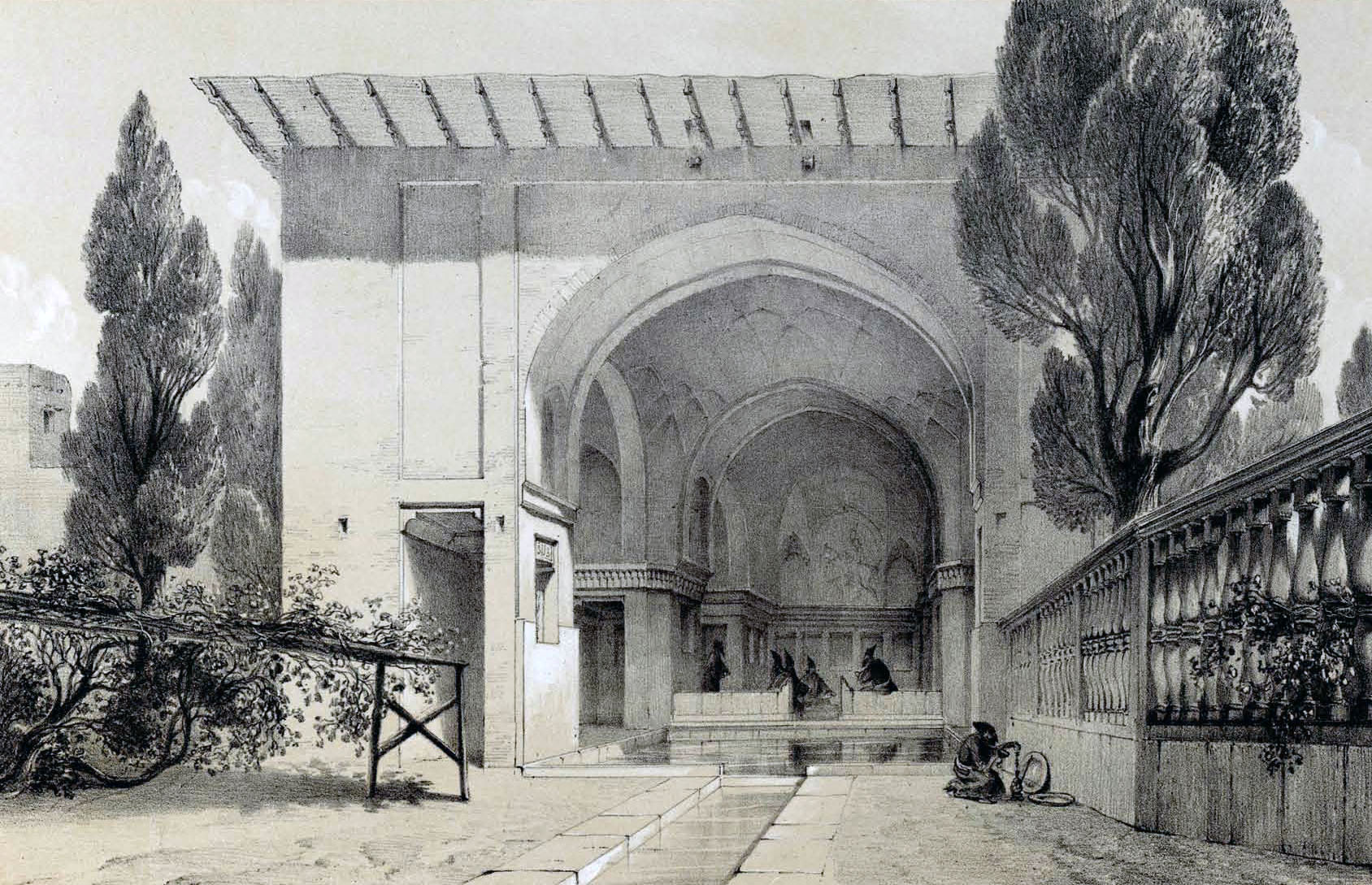
Pavillon du jardin de Fin (près de Kachân)
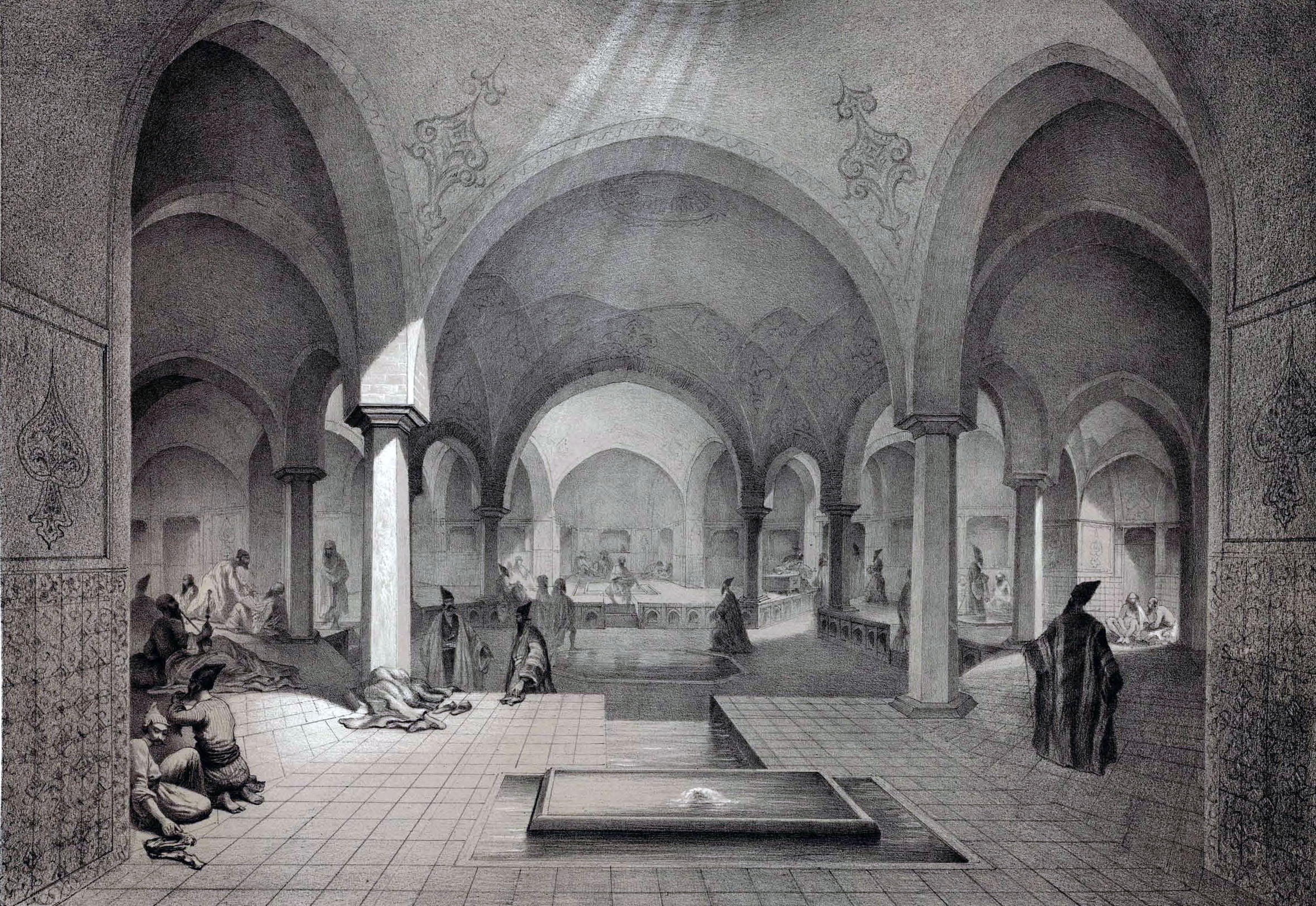
Intérieur du hammam de Kachân
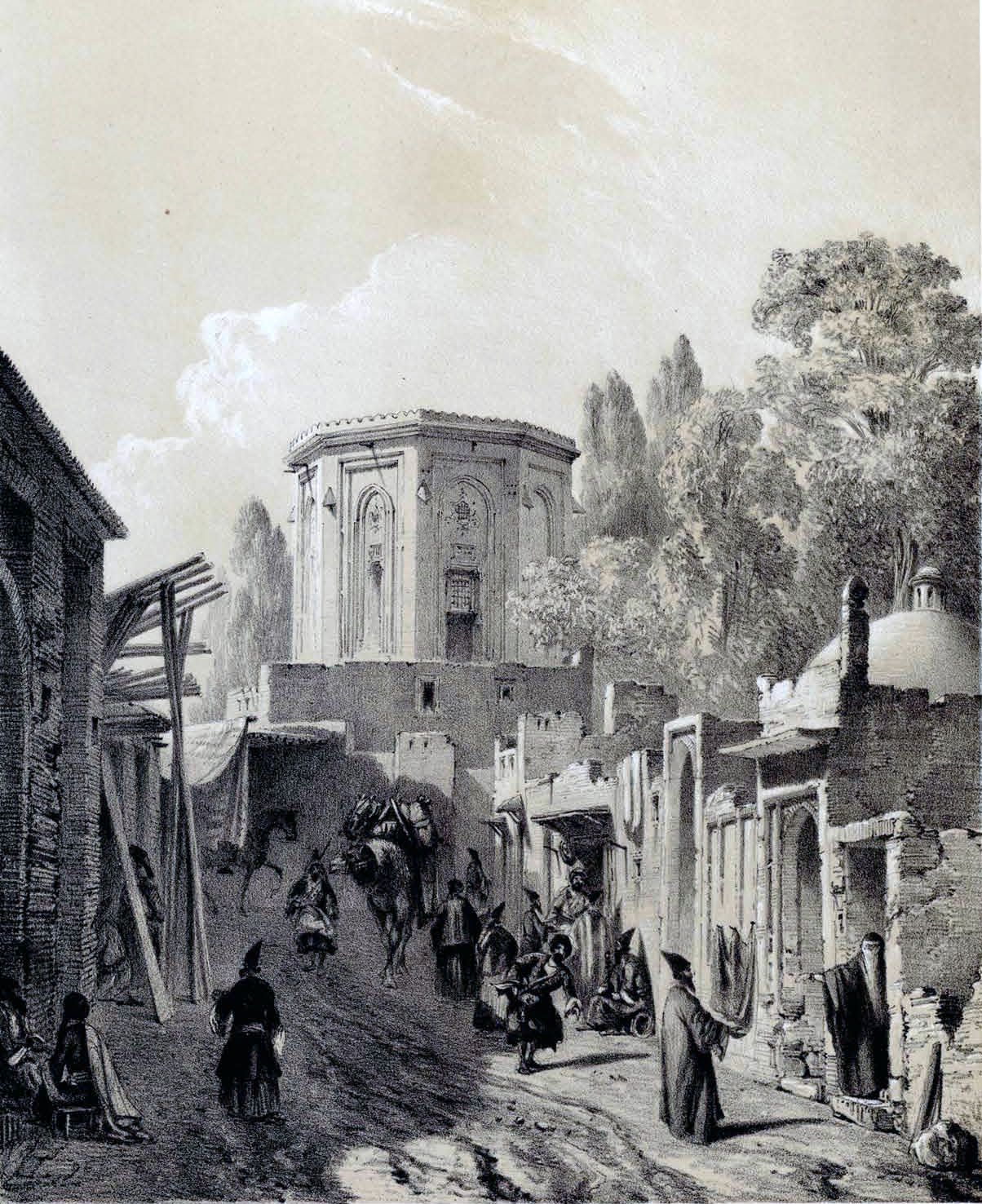
Scène de rue à Téhéran
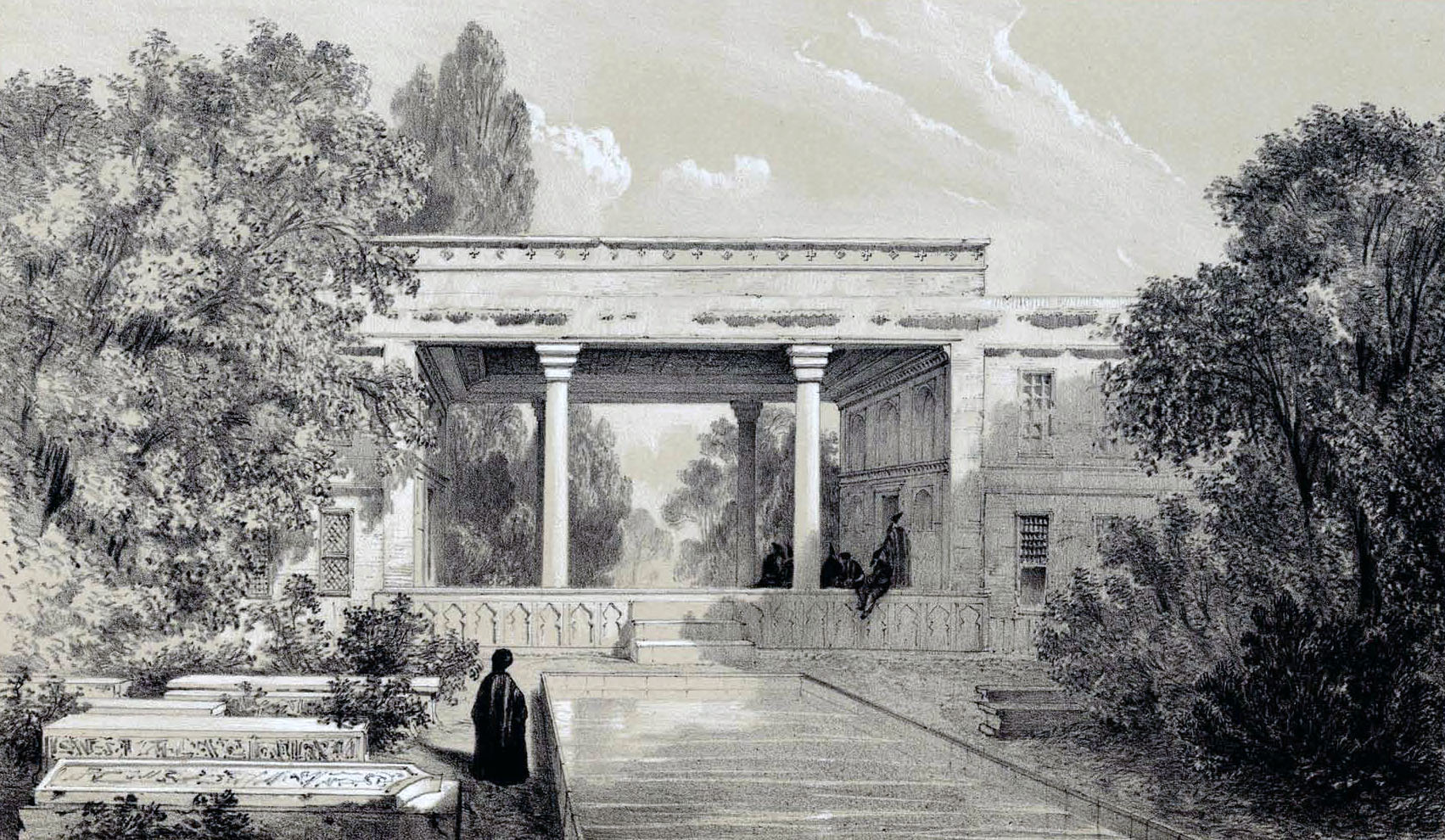
Tombe du poète Hafez à Chiraz
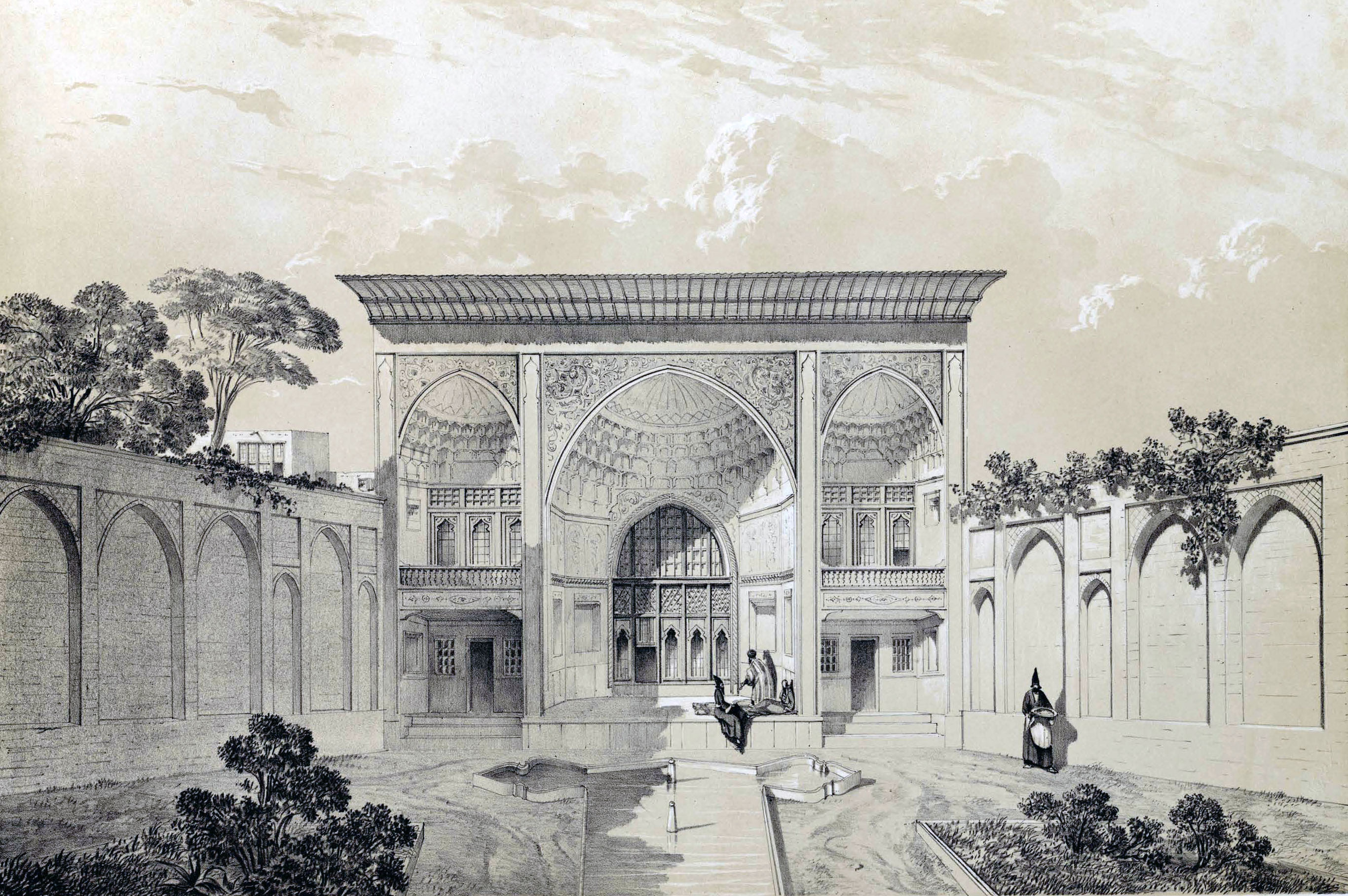
À Tabriz: maison d'Hossein Khân